# Зцілення вуха слуги Малха

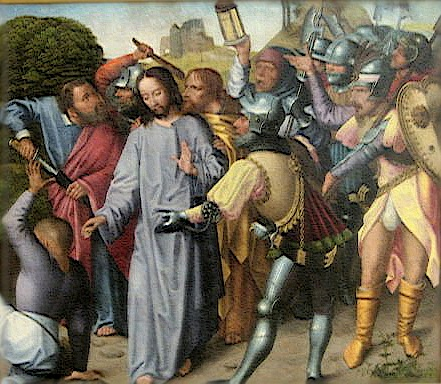
Зцілення вуха слуги Малха

Зцілення вуха слуги Малха — одне з чудес Ісуса Христа описане в Євангеліях (Мт. 26:51, Мк. 14:47, Лк.22:51, Ів. 18:10-11). Незважаючи на те, що випадок відрізання вуха слуги зафіксовано у всіх чотирьох євангеліях, синоптики Матвій, Марко, Лука не називають ні учня Ісуса ні слугу первосвященника. Їхні імена передає євангелист Йоан — Симон Петро та Малх.

## Подія
Ця подія слідує за епізодом Поцілунка Юди. Євангеліє від Луки (Лк. 22:49-51) описує Ісуса, який зцілив слугу первосвященика під час арешту Ісуса після того, як один із послідовників Ісуса відрізав йому праве вухо:
| Євангеліє           | Текст |
| ------------------- | --- |
| Євангеліє від Матея | Аж тут один із тих, що були з Ісусом, простягнув руку, вихопив свого меча й, ударивши. слугу первосвященика, відтяв йому вухо. Тоді Ісус сказав до нього: «Вклади твій меч назад до піхви: всі бо, що за меч беруться, від меча загинуть. Чи гадаєш, що я не міг би попросити Отця мого, і він зараз же не дав би мені більш як дванадцять легіонів ангелів? Як же то збулися б Писання, що воно так мусить статися?» |
| Євангеліє від Марка | Один же з тих, що там були, витяг меч, вдарив слугу первосвященика й відтяв йому вухо. |
| Євангеліє від Луки  | Побачивши, до чого доходить, сказали ті, що були з Ісусом: «Господи, чи не вдарити нам мечем?» І вдарив один із них слугу первосвященика й відтяв йому праве вухо. Ісус озвався: «Лишіть но!» І доторкнувшися до вуха, він зцілив його. |
| Євангеліє від Івана | Тоді Симон Петро, який мав меч при собі, добув його і, вдаривши первосвященикового слугу, відрубав йому праве вухо. Малхом звали того слугу. Але Ісус озвався до Петра: «Сховай меч у піхву! Чашу, яку дав мені Отець, — чи не мав би я її пити?» |

Тоді Ісус сказав до первосвящеників, начальників сторожі святині і старших, натовпу що був вийшов проти нього: «Як на розбійника ви вийшли з мечами та киями! Як я щодня був з вами в храмі, не простягнули ви рук на мене; та це ваша година, і влада темряви.» Схопивши Ісуса, вони повели його й привели в дім первосвященика. Петро ж ішов слідом за ним здалека. (Лк. 22:52-53)